# زيم (صيغة ملف)
زيم (ZIM) هي صيغة ملفات تعتمد تنسيق الملفات المفتوحة والتي تخزن محتويات ويكية للإستخدام من دون الإتصال بالإنترنت. طورت بشكل أساسي لنشر محتوى الويكيبيديا وما يتبعها من مشاريع ويكيميديا.
تعتمد صيغة زيم على ضغط المقالات مع توفير ميزات البحث في كامل النص مع التعامل مع الفهرسة والتنسيق والتعامل مع الصور بطريقة ميدياويكي الأصلية. يمكن قراءة الملفات باستخدام برامج حاسوبية مثل كيويكس بخلاف أسلوب الويكيبيديا التي تعتمد على لغة الترميز القابلة للإمتداد (XML) والتي تستقي المحتوى من قواعد البيانات.
بالإضافة إلى تنسيق الملفات المفتوح، يوفر مشروع «زيم المفتوح» (openZIM) دعم لـ«قاريء زيم المفتوح المصدر» المسمى كيويكس.

## التسمية
كلمة «زيم» هي تعريف لمصطلح ZIM الإنكليزي والتي هي تصغير لمصطلح Zeno Improved (زينو المحسن) وهو تنسيق متطور لتنسيق زينو الأساسي.

## وصلات خارجية
- الموقع الرسمي
- مصدر لمجموعة ملفات ز يم
- سيمبيان زيم القارئ (WikiOnBoard) للهواتف النقالة نسخة محفوظة 18 أغسطس 2012 على موقع واي باك مشين.